# Henry Somerset, VII duca di Beaufort
Henry Somerset, VII duca di Beaufort (Inghilterra, 5 febbraio 1792 – Badminton House, 17 novembre 1853), è stato un politico e ufficiale inglese.

## Biografia
Era il figlio maggiore di Henry Charles Somerset, VI duca di Beaufort, e di Lady Charlotte Sophia Granville Leveson-Gower

## Carriera militare e politica
Il 18 giugno 1811 fu commissionato come cornetta del 10º reggimento degli Ussari. Prestò servizio anche come aiutante di campo per il Duca di Wellington in Portogallo e Spagna tra il 1812 e il 1814.
Nel 1813, fu membro del Parlamento per i comuni di Monmouth, nel partito Tory, e continuò a tenere il posto fino al 1831. Il 26 ottobre 1815, fu trasferito al 7º reggimento degli Ussari. L'anno successivo, fu nominato Lord dell'Ammiragliato sotto Lord Liverpool, che servì nel Consiglio fino al 1819. Il 2 dicembre 1819, è stato nominato capitano del 37º reggimento di fanteria e il 30 dicembre, fu promosso al grado di maggiore.
È stato nominato tenente colonnello comandante del Yeomanry Gloucestershire nel 1834. Nel 1835, succedette come duca di Beaufort. Nel 1836, divenne maestro di casa di Bristol ed è stato nominato Cavaliere della Giarrettiera, l'11 aprile 1842.

## Famiglia
Il 25 luglio 1814 sposò Georgiana Frederica Fitzroy (1792-1821), figlia del Hon. Henry Fitzroy e Lady Anne Wellesley. Ebbero due figlie:
- Lady Charlotte Augusta Frederica Somerset (1816-1850), sposò, il 5 dicembre 1844, il barone Philipp von Neumann (4 dicembre 1781 - 14 gennaio 1851), un diplomatico austriaco, ebbero figli;
- Lady Georgiana Charlotte Anne Somerset (1817-1884), sposò, nel 1836, Christopher Bethell-Codrington (1805-1864) ed ebbero figli.

Dopo la morte della moglie nel 1821, si sposò con la giovane sorellastra della defunta moglie, Emily Frances Smith, figlia di Charles Culling Smith, il 29 giugno 1822; erano entrambe figlie di Lady Anne Smith, sorella del duca di Wellington. Ebbero sette figli:
- Henry Charles FitzRoy Somerset, VIII duca di Beaufort (1824-1899), sposò Lady Georgiana Charlotte Curzon ed ebbero figli;
- Lady Emily Blanche Charlotte Somerset (1828-1895), sposò George Hay-Drummond, XII conte di Kinnoull ed ebbero figli;
- Lady Rose Caroline Mary Somerset (1829-1885), che fuggì per sposare il capitano Frances Frederick Lovell;
- Lady Henrietta Louisa Priscilla Somerset (1831-1863), sposò John Morant;
- Lady Anne Geraldine Harriett Somerset (1832-1915);
- Lady Katherine Mary Emily Somerset (1834-1914), sposò Arthur Walsh, II Barone di Ormathwaite;
- Lady Edith Frances Wilhelmina Somerset (1838-1915), sposò William Denison, I conte di Londesborough ed ebbero figli;

## Morte
Morì il 17 novembre 1853 a Badminton House.

## Ascendenza
|                                                 |                                   |                                         | Genitori                                        |  |  | Nonni |  |  | Bisnonni                              |  |  | Trisnonni                           |  |
|                                                 |                                   |                                         |                                                 |  |  |       |  |  | Charles Somerset, IV duca di Beaufort |  |  | Henry Somerset, II duca di Beaufort |  |
|                                                 |                                   |                                         |                                                 |  |  |       |  |  | Charles Somerset, IV duca di Beaufort |  |  | Henry Somerset, II duca di Beaufort |  |
|                                                 |                                   | Rachel Noel                             |                                                 |  |  |       |  |  | Charles Somerset, IV duca di Beaufort |  |  |                                     |  |
| Henry Somerset, V duca di Beaufort              |                                   |                                         |                                                 |  |  |       |  |  | Charles Somerset, IV duca di Beaufort |  |  |                                     |  |
|                                                 |                                   | Elizabeth Berkeley                      | John Berkeley                                   |  |  |       |  |  |                                       |  |  |                                     |  |
|                                                 |                                   | Elizabeth Berkeley                      | John Berkeley                                   |  |  |       |  |  |                                       |  |  |                                     |  |
|                                                 |                                   | Elizabeth Berkeley                      | Elizabeth Norborne                              |  |  |       |  |  |                                       |  |  |                                     |  |
| Henry Charles Somerset, VI duca di Beaufort     |                                   | Elizabeth Berkeley                      |                                                 |  |  |       |  |  |                                       |  |  |                                     |  |
|                                                 |                                   | Edward Boscawen                         | Hugh Boscawen, I visconte Falmouth              |  |  |       |  |  |                                       |  |  |                                     |  |
|                                                 |                                   | Edward Boscawen                         | Hugh Boscawen, I visconte Falmouth              |  |  |       |  |  |                                       |  |  |                                     |  |
|                                                 |                                   | Edward Boscawen                         | Charlotte Godfrey                               |  |  |       |  |  |                                       |  |  |                                     |  |
| Elizabeth Boscawen                              |                                   | Edward Boscawen                         |                                                 |  |  |       |  |  |                                       |  |  |                                     |  |
|                                                 |                                   | Frances Glanville                       | William Evelyn-Glanville                        |  |  |       |  |  |                                       |  |  |                                     |  |
|                                                 |                                   | Frances Glanville                       | William Evelyn-Glanville                        |  |  |       |  |  |                                       |  |  |                                     |  |
|                                                 |                                   | Frances Glanville                       | Frances Glanville                               |  |  |       |  |  |                                       |  |  |                                     |  |
| Henry Somerset, VII duca di Beaufort            |                                   | Frances Glanville                       |                                                 |  |  |       |  |  |                                       |  |  |                                     |  |
|                                                 | John Leveson-Gower, I conte Gower | John Leveson-Gower, I barone Gower      |                                                 |  |  |       |  |  |                                       |  |  |                                     |  |
|                                                 | John Leveson-Gower, I conte Gower | John Leveson-Gower, I barone Gower      |                                                 |  |  |       |  |  |                                       |  |  |                                     |  |
|                                                 | John Leveson-Gower, I conte Gower | Catherine Manners                       |                                                 |  |  |       |  |  |                                       |  |  |                                     |  |
| Granville Leveson-Gower, I marchese di Stafford | John Leveson-Gower, I conte Gower |                                         |                                                 |  |  |       |  |  |                                       |  |  |                                     |  |
|                                                 |                                   | Evelyn Pierrepont                       | Evelyn Pierrepont, I duca di Kingston-upon-Hull |  |  |       |  |  |                                       |  |  |                                     |  |
|                                                 |                                   | Evelyn Pierrepont                       | Evelyn Pierrepont, I duca di Kingston-upon-Hull |  |  |       |  |  |                                       |  |  |                                     |  |
|                                                 |                                   | Evelyn Pierrepont                       | Mary Feilding                                   |  |  |       |  |  |                                       |  |  |                                     |  |
| Charlotte Sophia Leveson-Gower                  |                                   | Evelyn Pierrepont                       |                                                 |  |  |       |  |  |                                       |  |  |                                     |  |
|                                                 |                                   | Alexander Stewart, VI conte di Galloway | James Stewart, V conte di Galloway              |  |  |       |  |  |                                       |  |  |                                     |  |
|                                                 |                                   | Alexander Stewart, VI conte di Galloway | James Stewart, V conte di Galloway              |  |  |       |  |  |                                       |  |  |                                     |  |
|                                                 |                                   | Alexander Stewart, VI conte di Galloway | Catherine Montgomerie                           |  |  |       |  |  |                                       |  |  |                                     |  |
| Susanna Stewart                                 |                                   | Alexander Stewart, VI conte di Galloway |                                                 |  |  |       |  |  |                                       |  |  |                                     |  |
|                                                 |                                   | Catherine Cochrane                      | John Cochrane, IV conte di Dundonald            |  |  |       |  |  |                                       |  |  |                                     |  |
|                                                 |                                   | Catherine Cochrane                      | John Cochrane, IV conte di Dundonald            |  |  |       |  |  |                                       |  |  |                                     |  |
|                                                 |                                   | Catherine Cochrane                      | Anne Murray                                     |  |  |       |  |  |                                       |  |  |                                     |  |
|                                                 |                                   | Catherine Cochrane                      |                                                 |  |  |       |  |  |                                       |  |  |                                     |  |

## Onorificenze
| Controllo di autorità | VIAF (EN) 7146635645341982478 · ISNI (EN) 0000 0004 9735 8657 · LCCN (EN) no2016069310 · GND (DE) 1246451891 |